# Samuel Palmer (präst)
Samuel Palmer, född 20 mars 1912 i Lösens församling, Blekinge län, död 30 oktober 1999, var en svensk präst.
Palmer, som var son till handlanden Oskar Valfrid Palmer och Hildur Charlotta Ahl, avlade studentexamen i Kalmar 1931, blev teologie kandidat vid Uppsala universitet 1938 och prästvigdes för Växjö stift samma år. Han var stiftsadjunkt i Kalmar 1940–1945, Svenska kyrkans missionär 1945, skol- och distriktsmissionär i Hunan. Kina, 1947–1949, komminister i Vickleby församling 1950–1952, lärare vid Lutherska prästseminariet i Hongkong 1952–1957 och 1959–1962, komminister i Malmö S:t Pauli församling 1958 och kyrkoherde i S:t Nikolai församling i Halmstad sedan 1963. Han var ordförande i Halmstads oratoriekör och FN-föreningen i Halmstad. Han skrev artiklar i dagspress och kyrkliga tidningar.